# 토르 (마블 시네마틱 유니버스)
토르 오딘슨(영어: Thor Odinson)은 간단히 토르(Thor)로 잘 알려진 마블 시네마틱 유니버스 (MCU)의 등장인물로, 크리스 헴스워스가 연기한다. 마블 코믹스의 동명 캐릭터를 원작으로 한다.
마블 시네마틱 유니버스에서는 카메오로 출연한 《닥터 스트레인지》를 포함하여 총 7개의 영화에 등장하였다.
비브라늄보다 강력한 금속
우르로 만들어진 묠니르와 스톰브레이커라는 무기를 사용한다.

## 같이 보기
- 마블 시네마틱 유니버스 캐릭터 목록